# 田下和男
田下 和男（たしも かずお、1929年 - ）は、日本の工学者・教育者。専門は機械工学。北海学園北見大学名誉教授。

## 略歴
1946年北海中学校卒業。1949年室蘭工業専門学校機械工学科卒業。1949年北海高等学校教諭（～1950年）。1953年秋田大学鉱山学部卒業。1955年京都大学大学院工学研究科修了。
北海高等学校教諭（～1961年）。山陰短期大学商科非常勤講師（～1961年）。1961年室蘭工業大学短期大学部機械科講師。1963年奈良学芸大学学芸学部講師。1966年奈良教育大学教育学部助教授。1969年室蘭工業大学工学部工業教員養成課程教授。1975年北海学園大学工学部教授。1977年北海学園北見大学商学部教授。1981年北海学園北見大学商学部長。1997年北海学園北見大学定年退職。1997年引き続き同商学部教授として嘱託採用。2001年3月北海学園北見大学嘱託終了。同名誉教授。2001年4月北海学園北見大学開発政策研究所特別研究員。2004年4月同開発政策研究所嘱託研究員（～2006年3月）。

## 業績
- 石坂日出夫と共同執筆『奈良県の中小機械・金属工業における労働装備と企業内の技能訓練に関する調査について』（奈良教育大学教育研究所紀要 5号, 1969年）
- 田中稔、内藤正鄰と共同執筆『たわみ軸の機械的性質について』（室蘭工業大学研究報告, 理工編 9巻1号, 1976年）
- 岩崎一郎と共同執筆『コンベヤシステムにおける動的挙動の数理的研究』（北見大学論集 15号, 1986年）
- 武田利彦、水野敏彦、伊藤雄三と共同執筆『上砂川地下無重力実験センター立坑巻索の電磁探傷記録について』（資源・素材 2001年号, 2001年）